# Anne Le Helley
Anne Le Helley, née le 30 mai 1971 à Saint-Brieuc, est une sportive de l'équipe de France de voile olympique. Déjà présente dans l'équipe de France depuis plusieurs années en Yngling elle est passée sur Elliott 6 m avec l'arrivée de celui-ci comme support olympique de la nouvelle épreuve de match racing féminin aux Jeux de 2012. Elle a déjà deux participations aux Jeux olympiques à son actif en Yngling.

## Palmarès

### Jeux Olympiques
- 5e aux Jeux olympiques d'été de 2008 à Pékin en Yngling
- 5e aux Jeux olympiques d'été de 2004 à Athènes en Yngling

### Championnat du monde
- 12e du championnat du monde de Yngling en 2008
- 12e du championnat du monde de Yngling en 2006

### Championnat d'Europe
- 8e du championnat d'Europe de Yngling en 2008
- 12e du championnat d'Europe de Yngling en 2006